# カミラ・ジョルジ
カミラ・ジョルジ（Camila Giorgi , 1991年12月30日 - ）は、イタリア・マチェラータ出身の元女子プロテニス選手。WTAランキング自己最高位はシングルス26位。これまでにWTAツアーでシングルス4勝を挙げている。身長168cm、体重54kg。右利き、バックハンド・ストロークは両手打ち。

## 来歴
アルゼンチン出身の両親のもとにイタリアのマチェラータで生まれ、5歳でテニスを始めた。2006年にプロに転向。
4大大会では2011年ウィンブルドン選手権で予選を勝ち上がり初出場。第32シードのツベタナ・ピロンコバに 2–6, 1–6 で敗れた。翌年の2012年ウィンブルドン選手権では1回戦で第16シードのフラビア・ペンネッタ、3回戦で第20シードのナディア・ペトロワを破る殊勲を挙げ4回戦に進出した。4回戦では第3シードのアグニエシュカ・ラドワンスカに 2–6, 3–6 で敗れた。2013年全米オープンでも3回戦で第6シードのキャロライン・ウォズニアッキを 4–6, 6–4, 6–3 で破り4回戦に進出している。
2015年6月のスヘルトーヘンボス大会の決勝でベリンダ・ベンチッチを 7–5, 6–3 で破りWTAツアー初優勝を果たした。2015年7月27日付のランキングで自己最高のシングルス30位を記録した。
しかし2016年にイタリアテニス連盟との対立が表面化した。フェドカップの代表辞退を発表し2016年リオデジャネイロオリンピックも出場しなかった。2017年1月イタリアテニス連盟はジョルジに9ヵ月のフェドカップ出場停止処分を行った。
2018年ウィンブルドンでは4回戦でエカテリーナ・マカロワを 6-3, 6-4 で破り4大大会自己最高のベスト8に進出した。準々決勝ではセリーナ・ウィリアムズに 6-3, 3-6, 4-6 で敗れた。2018年10月22日付のランキングで自己最高の26位を記録している。

## WTAツアー決勝進出結果

### シングルス: 10回 (4勝6敗)
| 大会グレード                  |
| ----------------------------- |
| グランドスラム (0–0)          |
| WTAファイナルズ (0–0)         |
| WTA1000トーナメント (1–0)     |
| WTAエリート・トロフィー (0–0) |
| WTA500トーナメント (0–0)      |
| WTA250トーナメント (3–6)      |

| 結果   | No. | 決勝日         | 大会               | サーフェス    | 対戦相手                         | スコア                  |
| ------ | --- | -------------- | ------------------ | ------------- | -------------------------------- | ----------------------- |
| 準優勝 | 1.  | 2014年4月13日  | カトヴィツェ       | ハード (室内) | アリーゼ・コルネ                 | 6-7(3-7), 7-5, 5-7      |
| 準優勝 | 2.  | 2014年10月12日 | リンツ             | ハード (室内) | カロリナ・プリスコバ             | 7-6(7-4), 3-6, 6-7(4-7) |
| 準優勝 | 3.  | 2015年4月12日  | カトヴィツェ       | ハード (室内) | アンナ・カロリナ・シュミエドロバ | 4-6, 3-6                |
| 優勝   | 1.  | 2015年6月14日  | スヘルトーヘンボス | 芝            | ベリンダ・ベンチッチ             | 7-5, 6-3                |
| 準優勝 | 4.  | 2016年4月10日  | カトヴィツェ       | ハード (室内) | ドミニカ・チブルコバ             | 4-6, 0-6                |
| 優勝   | 2.  | 2018年10月14日 | リンツ             | ハード (室内) | エカテリーナ・アレクサンドロワ   | 6-3, 6-1                |
| 準優勝 | 5.  | 2019年8月4日   | ワシントンD.C.     | ハード        | ジェシカ・ペグラ                 | 2-6, 2-6                |
| 準優勝 | 6.  | 2019年8月24日  | ニューヨーク       | ハード        | マグダ・リネッテ                 | 7-5, 5-7, 4-6           |
| 優勝   | 3.  | 2021年8月15日  | モントリオール     | ハード        | カロリナ・プリスコバ             | 6-3, 7-5                |
| 優勝   | 4.  | 2023年2月26日  | メリダ             | ハード        | レベッカ・ピーターソン           | 7-6(7-3), 1-6, 6-2      |

## 4大大会シングルス成績
略語の説明
| W | F | SF | QF | #R | RR | Q# | LQ | A | Z# | PO | G | S | B | NMS | P | NH |

W=優勝, F=準優勝, SF=ベスト4, QF=ベスト8, #R=#回戦敗退, RR=ラウンドロビン敗退, Q#=予選#回戦敗退, LQ=予選敗退, A=大会不参加, Z#=デビスカップ/BJKカップ地域ゾーン, PO=デビスカップ/BJKカッププレーオフ, G=オリンピック金メダル, S=オリンピック銀メダル, B=オリンピック銅メダル, NMS=マスターズシリーズから降格, P=開催延期, NH=開催なし.
| 大会           | 2010 | 2011 | 2012 | 2013 | 2014 | 2015 | 2016 | 2017 | 2018 | 2019 | 2020 | 2021 | 2022 | 2023 | 2024 | 通算成績 |
| -------------- | ---- | ---- | ---- | ---- | ---- | ---- | ---- | ---- | ---- | ---- | ---- | ---- | ---- | ---- | ---- | -------- |
| 全豪オープン   | A    | A    | A    | 1R   | 2R   | 3R   | 1R   | 1R   | 2R   | 3R   | 3R   | 2R   | 3R   | 3R   | A    | 13–11    |
| 全仏オープン   | A    | A    | LQ   | 1R   | 2R   | 2R   | 2R   | 1R   | 3R   | A    | 1R   | 2R   | 4R   | 2R   | A    | 10–10    |
| ウィンブルドン | A    | 1R   | 4R   | 3R   | 2R   | 3R   | 1R   | 3R   | QF   | 1R   | NH   | 2R   | 1R   | 1R   | A    | 15–12    |
| 全米オープン   | LQ   | LQ   | 1R   | 4R   | 1R   | 2R   | 1R   | 1R   | 2R   | 1R   | 2R   | 1R   | 2R   | 1R   | A    | 7–12     |